# Alvaro Umaña
Alvaro Umaña, född 1952 eller slutet av 1951 är en costaricansk miljöingenjör.
Han utbildade sig 1970–1974 i miljöteknik på Pennsylvania State University i USA, med en magisterexamen 1974 och 1974–1979 på Stanford University, där han disputerade 1979 i miljöingenjörsvetenskap.
Alvaro Umaña är känd för att som miljöminister 1986–1990 under Óscar Arias presidenttid ha genomfört genomgripande och innovativa miljöpolitiska åtgärder för att rädda landets skogar. Han övertalade Arias om att inrätta ett nytt miljöministerium för att komma till rätta med den mycket höga avskogningstakten i Costa Rica. Enligt en beräkning vid denna tidpunkt hade den skogklädda andelen av landets areal sjunkit till 24 %, jämfört med dagens restaurerade 57 %. Umaña utvecklade system med ekonomisk kompensation i form av bidrag och fördelaktiga lån för att avstå från lågavkastande boskapsskötsel till framför allt små och mellanstora bönder. För att skala upp dessa program överenskom Costa Rica 1988 med Nederländerna om en "debt-for-nature swap", innebärande att Nederländerna skrev av skulder mot att Costa Rica använde motsvarande belopp till att återställa och bevara skog. Med åren kom utländsk ekoturism baserad Costa Ricas tropiska skog att bli en av landets främsta källor för utländsk valuta. 
Han hade under 1990- och 2000-talen rådgivar- och andra poster inom Världsbanken (ordförande för The World Bank Inspection Panel 1994–1998), UNDP (chef för Energy and Environment Group 2001–2005) och 
och Internationella valutafonden (rådgivare i miljöfrågor 2007-2009). 
Alvaro Umaña är sedan 2009 knuten som forskare på det costaricanska Centro Agronómico Tropical de Investigación y Enseñanza.